# Вестник изящных искусств
«Вестник изящных искусств» — русский иллюстрированный художественно-исторический журнал, издававшийся в 1883—1890 годах в Санкт-Петербурге под эгидой Императорской Академии художеств и редакцией искусствоведа Андрея Сомова.
В «Вестнике» освещалось творчество художников академического направления, публиковались фундаментальные, хорошо иллюстрированные статьи по истории искусства, эстетике, затрагивались вопросы техники пластического искусства.

## История
В 1883 вышло 4 номера, с 1884 — по 6 номеров в год, всего 8 томов.

## Сотрудники, авторы
Д. В. Айналов, П. Н. Петров, Н. П. Собко, В. В. Стасов и другие.